# Death Song
Death Song je páté studiové album americké skupiny The Black Angels. Vydáno bylo 21. dubna roku 2017. Kapela se pojmenovala podle písně „The Black Angel's Death Song“ od skupiny The Velvet Underground, přičemž podle stejné písně dostalo svůj název také toto album. Producentem alba byl Phil Ek.

## Seznam skladeb
1. „Currency“
2. „I'd Kill for Her“
3. „Half Believing“
4. „Comanche Moon“
5. „Hunt Me Down“
6. „Grab as Much (as You Can)“
7. „Estimate“
8. „I Dreamt“
9. „Medicine“
10. „Death March“
11. „Life Song“